# Sven Bliedung von der Heide
Sven Bliedung von der Heide (* 5. April 1984 in Rostock) ist ein deutscher Unternehmer, Produzent, Regisseur und Visual-Effects-Experte. Er ist Geschäftsführer eines Unternehmens im Bereich volumetrische Aufnahme und immersive Technologien. Sven Bliedung von der Heide lebt in Berlin.

## Leben
Bliedung von der Heide wurde in Rostock geboren. Bereits im Alter von 13 Jahren gründete er sein erstes Unternehmen zur Erstellung interaktiver Websites. 
Seit April 2018 ist Bliedung von der Heide Geschäftsführer eines Unternehmens zur Entwicklung volumetrischer Aufnahme- und KI-Technologien. Bliedung von der Heide und sein Team waren Pioniere in der volumetrischen Filmproduktion. 2019 wurde er als erster Mensch volumetrisch unter Wasser gefilmt, um die Vorbereitungen für Matrix Resurrections zu unterstützen. 2020 setzte das Unternehmen erstmals zeitlich konsistente Neural Radiance Fields (NERFs) für Filmproduktionen ein.
Mit der Arbeit an Matrix Resurrections schaffte es das Unternehmen auf die Shortlist der 94th Academy Awards in der Kategorie "Best Visual Effects".
Bliedung von der Heide ist Gründer und Vorstandsmitglied des Netzwerks Extended Reality Berlin Brandenburg, das Unternehmen und Organisationen der XR-Branche in der Region vernetzt und unterstützt. Von 2015 bis 2018 war Bliedung von der Heide Innovationsbotschafter für die Stadt Berlin. In dieser Rolle entwickelte er zahlreiche interaktive Installationen und präsentierte diese international, unter anderem im Rahmen des Projekts Pop into Berlin.
Er engagiert sich aktiv für den Erhalt kulturellen Erbes, indem er Zeitzeugen volumetrisch aufzeichnet, darunter Holocaust-Überlebende, Stasi-Zeitzeugen und Vertreter der Black History.

## Dokumentationen
Bliedung von der Heide war Teil zahlreicher Dokumentationen, darunter:
- Künstliche Intelligenz: Viel Hoffnung, viel Gefahr und das große Geld, joyn, 2023
- KI: Maschinenträume im Film, arte, 2023
- Das KI Manifest, ZDF, 2024

## Auszeichnungen
- 2024: Oskar-Messter-Medaille für herausragende Leistungen im Bereich Film und Technologie
- 2024: Bliedung von der Heide wurde 2024 von der Future Today Institute in die Liste Ones to Watch aufgenommen.[3]

## Filmografie
| Jahr | Titel                           | Rolle                 |
| ---- | ------------------------------- | --------------------- |
| 2024 | Exorcism of the Aether          | Regisseur             |
| 2022 | The Ordinaries                  | Executive Producer    |
| 2021 | Matrix Resurrections            | Volumetric Producer   |
| 2013 | Killing All the Flies           | Visual Effects Artist |
| 2012 | Cloud Atlas                     | Additional FX Artist  |
| 2012 | Marvel’s The Avengers           | FX Artist             |
| 2012 | The Raven – Prophet des Teufels | Visual Effects Artist |